# 34e cérémonie des David di Donatello
La 34e cérémonie des David di Donatello s'est déroulée le 3 juin 1989 au Teatro delle Vittorie (it).

## Palmarès

### Meilleur film
- La Légende du saint buveur
  - Francesco
  - Cinema Paradiso

### Meilleur réalisateur
- Ermanno Olmi pour La Légende du saint buveur
  - Marco Risi pour Mery pour toujours
  - Giuseppe Tornatore pour Cinema Paradiso

### Meilleur réalisateur débutant
- Francesca Archibugi pour Mignon est partie
  - Massimo Guglielmi pour Rébus
  - Sergio Staino pour Cavalli si nasce

### Meilleur scénariste
- Francesca Archibugi, Gloria Malatesta et Claudia Sbarigia pour Mignon est partie
  - Leonardo Benvenuti, Piero De Bernardi et Carlo Verdone pour Compagni di scuola
  - Ermanno Olmi et Tullio Kezich pour La Légende du saint buveur

### Meilleur producteur
- Filiberto Bandini pour Caro Gorbaciov
  - Claudio Bonivento pour Mery pour toujours
  - Franco Cristaldi pour Cinema Paradiso

### Meilleure actrice
- Stefania Sandrelli pour Mignon est partie
  - Marina Vlady pour Splendor
  - Ornella Muti pour Codice privato

### Meilleur acteur
- Roberto Benigni pour Le Petit Diable
  - Giancarlo Giannini pour 'o Re
  - Carlo Verdone pour Compagni di scuola

### Meilleure actrice dans un second rôle
- Athina Cenci pour Compagni di scuola
  - Pupella Maggio pour Cinema Paradiso
  - Pamela Villoresi pour Splendor

### Meilleur acteur dans un second rôle
- Carlo Croccolo pour 'o Re (ex æquo)
- Massimo Dapporto pour Mignon est partie (ex æquo)
  - Paolo Panelli pour Splendor

### Meilleur directeur de la photographie
- Dante Spinotti pour La Légende du saint buveur
  - Giuseppe Lanci pour Francesco
  - Luciano Tovoli pour Splendor

### Meilleur musicien
- Ennio Morricone pour Cinema Paradiso
  - Nicola Piovani pour 'o Re
  - Armando Trovajoli pour Splendor

### Meilleure chanson originale
- Lucio Dalla et Mauro Malavasi pour Il frullo del passero
  - Mauro Pagani, Nicola Piovani et Luigi Magni pour 'o Re
  - Giorgio Moroder pour Mamba
  - Paolo Conte pour Una notte, un sogno
  - Pino Daniele pour Se lo scopre Gargiulo

### Meilleur décorateur
- Danilo Donati pour Francesco
  - Lucia Mirisola pour 'o Re
  - Ferdinando Scarfiotti pour Mamba

### Meilleur créateur de costumes
- Lucia Mirisola pour 'o Re
  - Danilo Donati pour Francesco
  - Gabriella Pescucci pour Splendor

### Meilleur monteur
- Ermanno Olmi pour La Légende du saint buveur
  - Nino Baragli pour Le Petit Diable
  - Gabriella Cristiani pour Francesco

### Meilleur son
- Candido Raini pour Mignon est partie
  - Tommaso Quattrini pour Mery pour toujours
  - Remo Ugolinelli pour Le Petit Diable

### Meilleur film étranger
- Rain Man
  - Mississippi Burning
  - Femmes au bord de la crise de nerfs

### Meilleur réalisateur étranger
- Pedro Almodóvar pour Femmes au bord de la crise de nerfs
  - Barry Levinson pour Rain Man
  - Woody Allen pour Une autre femme

### Meilleur scénariste étranger
- John Cleese pour Un poisson nommé Wanda
  - Pedro Almodóvar pour Femmes au bord de la crise de nerfs
  - Ronald Bass et Barry Morrow pour Rain Man

### Meilleur producteur étranger
- Frank Marshall et Robert Watts pour Qui veut la peau de Roger Rabbit ? (Who Framed Roger Rabbit)
  - Mark Johnson pour Rain Man
  - Claude Berri pour L'Ours

### Meilleure actrice étrangère
- Jodie Foster pour Les Accusés
  - Isabelle Huppert pour Une affaire de femmes
  - Shirley MacLaine pour Madame Sousatzka

### Meilleur acteur étranger
- Dustin Hoffman pour Rain Man
  - Gene Hackman pour Mississippi Burning
  - John Malkovich pour Les Liaisons dangereuses

### Premio Alitalia
- Monica Vitti

### Premio Sèleco
- Vito Zagarrio

### David Luchino Visconti
- les Frères Taviani